# 胡兆新
胡 兆新（こ ちょうしん、乾隆11年（1746年） - 没年不明）は清の民間医。名は振、号は星池・侶鴎・蘇門、兆新は字。江戸時代後期に1年余り日本長崎に滞在し、医術・書法を伝えた。

## 学歴
乾隆11年（1746年）江南省蘇州府呉県（江蘇省蘇州市）に生まれた。20歳で儒学を学んだが、病弱のため断念し、何鉄山（松江何氏第27世）に医学、蘇州の李雲海（名は良、字は寧士）に医学・書道を学んだ。なお、日本の資料は鉄山を北京太医院所属とするが、朱鑑池の虚言と思われる。

## 訪日

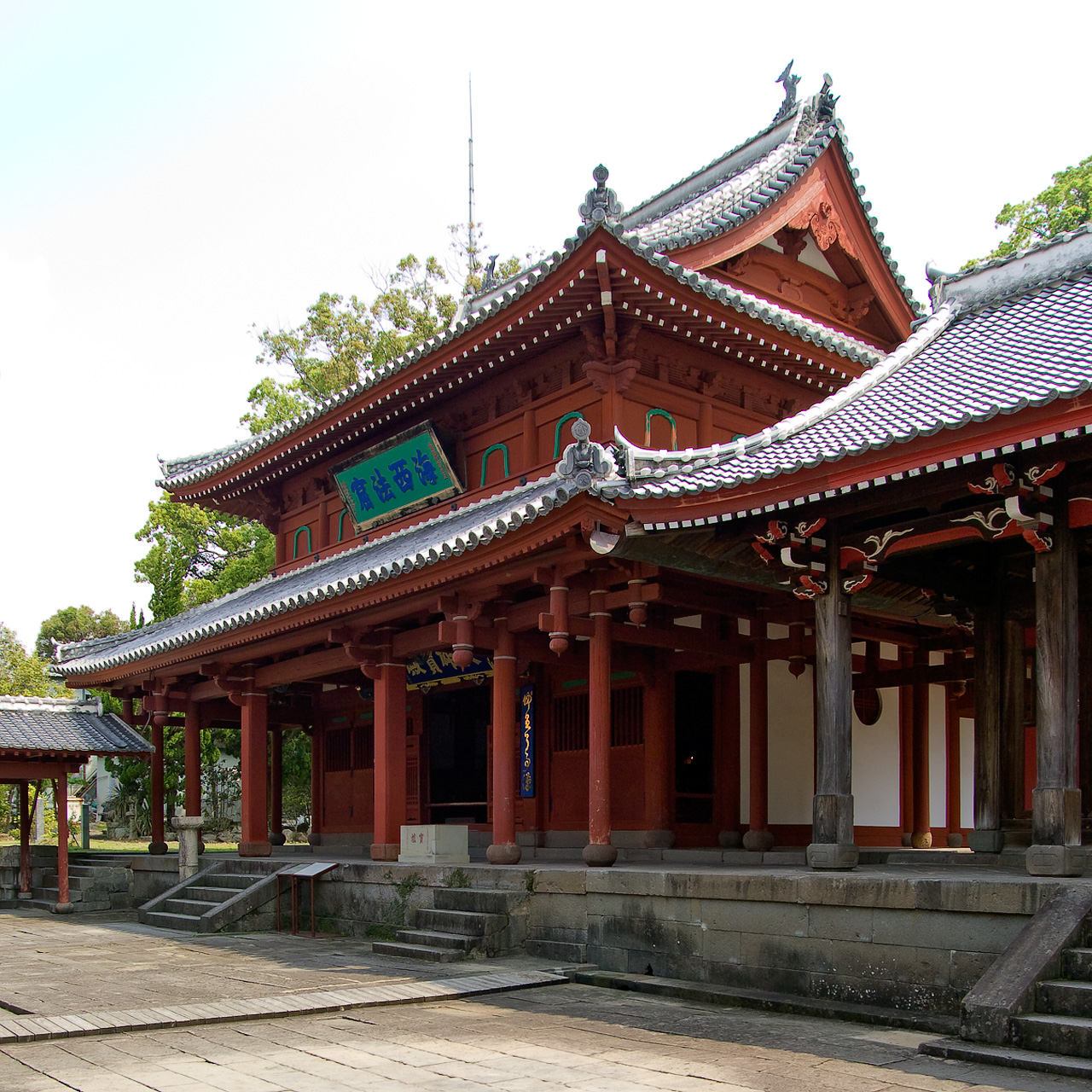
崇福寺大雄宝殿

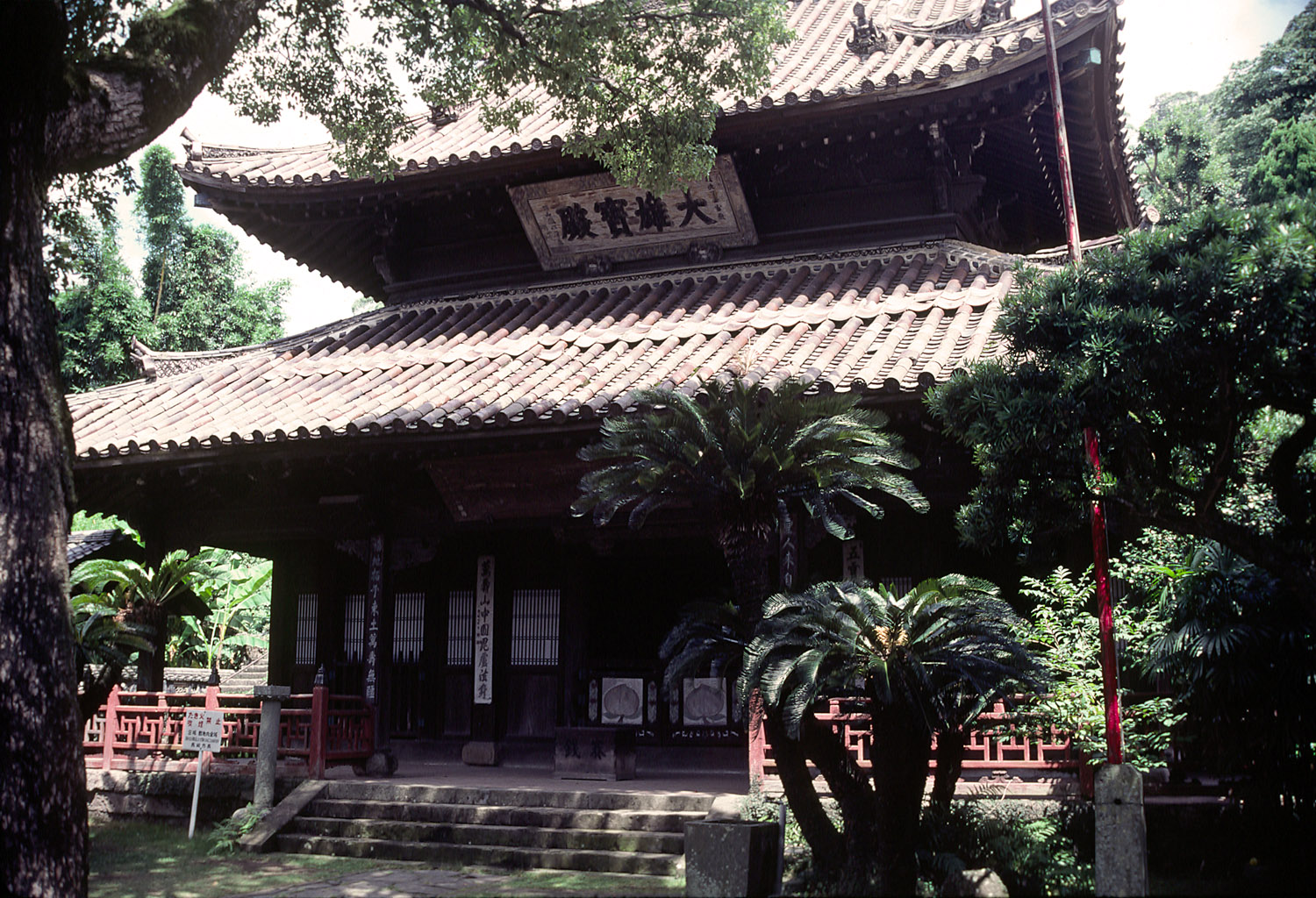
聖福寺大雄宝殿

享保11年（1726年）趙淞陽を招聘してから約70年を隔て、享和2年（1802年）秋長崎奉行が唐船主朱鑑池に中国人医師の同伴を要請した。享和3年（1803年）兆新が推薦され、年間銀5貫目の手当で合意し、同年乍浦を出港し、12月子二番船で長崎に到着した。
長崎では友人程赤城宅に滞在した。文化元年（1804年）2月17日長崎奉行成瀬正定により2の日に崇福寺、7の日に聖福寺で診療を行う許可が下り、12日真野三圭・西原長允同席の下で診療を開始した。実際の診療はこれらの日に限られず、4月には12日に渡って97回も診療を行っている。
日本の医師と異なる医術を用い、しばしば日本の医師が治せなかった難病を治癒させたことは江戸にも報告され、7月下旬に医官吉田長達・千賀道栄・小川文庵が長崎に派遣され、9月上旬に到着した。毎月4の日と9日には唐人屋敷で筆談や唐通事を介した問答を行い、2の日と7の日には崇福寺・興福寺での診療に同席した。9月、後の松江藩医藍川玄慎が合流した。12月11日道栄、26日文庵・長達、文化2年（1805年）2月玄慎が長崎を離れた。
来日から1年経過後、ホームシックや質問攻めへの不快感から滞在期間は延長せず、同伴してきた船頭の帰国を待ち、4月子九番船で帰国した。弟子徐荷舟が残って書法を伝えた。

## 関係資料

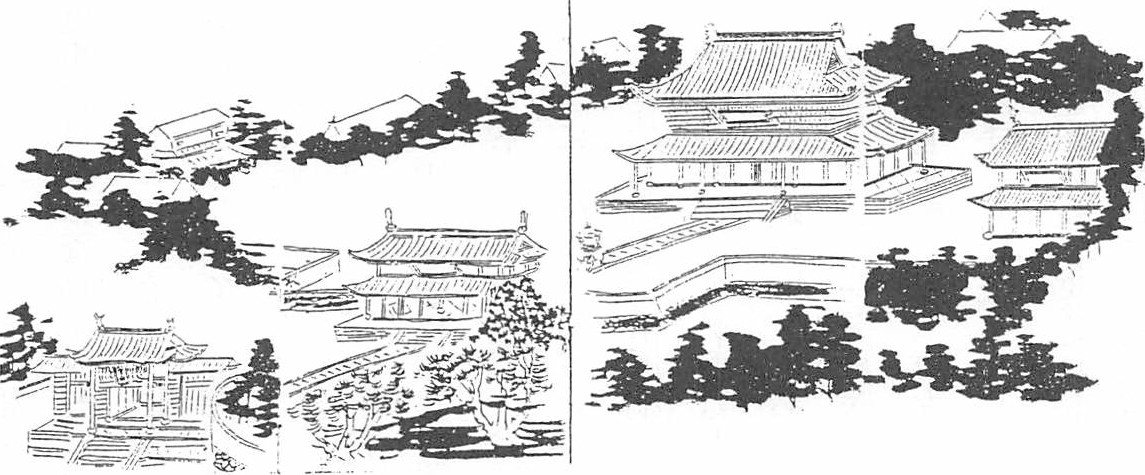
『胡氏方案附録』「清医胡兆新江相尋申度事」における三皇廟の解説図。兆新の自筆か模写か不明。

『胡氏方案』
藍川玄慎編。文化元年（1804年）2月2日から12月27日までの治験494回172例を記録する。松江赤十字病院附属図書館所蔵。
『胡氏方案附録』
文化元年（1804年）4月真野三圭・西原長充が高島作兵衛に提出した「唐医胡兆新治療効験之次第相撰申上候書付」「薬品治法弁」や、「問答録」の写本「清医胡兆新江相尋申度事」等を収める。東北大学附属図書館狩野文庫所蔵。
『胡氏臨証医按』
千賀道栄編。文化7年（1810年）6月序。享和3年（1803年）から文化2年（1805年）までの治験3例を収める。蘇州図書館古籍部所蔵。
「問答録」
文化元年（1804年）5月唐通事神代太十郎・頴川仁十郎報告。多紀元簡等医学館医官が通事を通じて中国の医学制度・伝統療法・字義・風俗・名医等について16条の質問を提出し、兆新が19条で回答したもの。宮内庁書陵部所蔵『清国医事問答』『清医胡兆新問答録』や、東京大学総合図書館所蔵『胡兆新問答書』等の写本があり、同館所蔵浅田宗伯『栗園叢書』にも「胡兆新御答書和解」として収録される。
「筆語」
吉田長達・千賀道栄・小川文庵との問答録。文庵自筆『胡氏筆語』（外題「崎館箋臆」）が京都大学附属図書館富士川文庫に所蔵される。南畝が出版を計画したが、文庵の帰任により実現しなかった。
『清客筆語』
修琴堂所蔵、北里研究所東洋医学総合研究所書庫寄託。文化5年（1808年）8月柳園正衡が池田某から『栗園叢書』本「問答録」、吉田長達「筆語」、「崎館箋臆」を借りて写したもの。

## 交遊

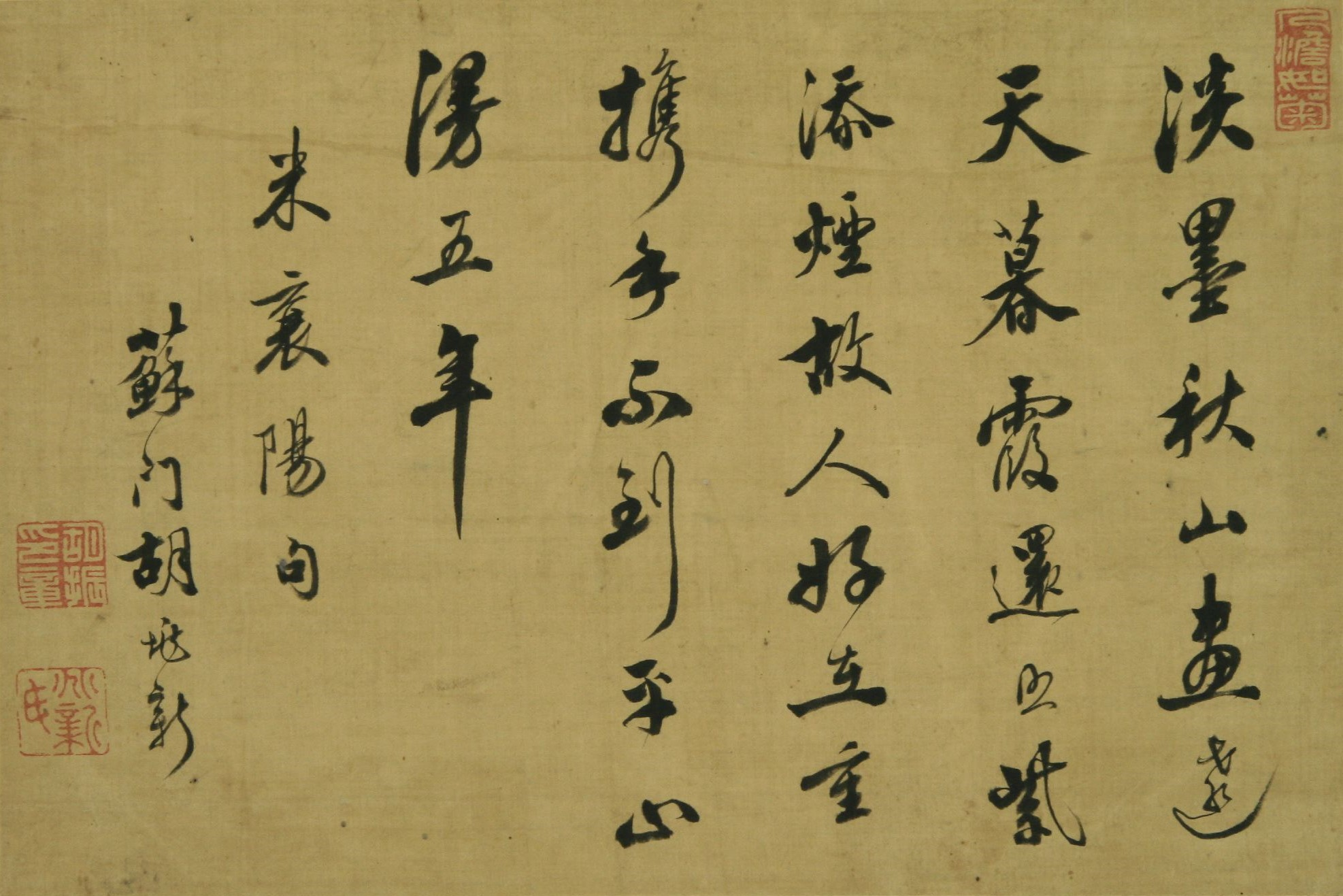
兆新書米芾「淡墨秋山詩」 早稲田大学図書館所蔵『諸家筆蹟』所収。

大田南畝
文化元年（1804年）9月10日から文化2年（1805年）10月10日まで長崎奉行所支配勘定役。文庵を通じて逐一兆新の消息を聞き、嫁お冬の母乳の出が悪いことを相談して処方を受けた。自身も道中室積から病気に罹っていたが、『源平盛衰記』で平重盛が宋医の治療を断った例を引いて「官吏之身として異国之薬服すべき事」はできないと処方を断った。文化2年（1805年）2月2日初めて対面した。
竜門雷大和尚
聖福寺第9世。文化元年（1804年）10月の主方丈就任に際し、8月7日賀章を贈られた。
市河米庵
書家。文化元年（1804年）5月2日から8月16日まで長崎に滞在した際、持病の治療を受け、以降聖福寺・崇福寺でしばしば筆談した。兆新の子世鎏と同年齢だったため、厚遇を受けた。
成瀬正定
長崎奉行。文化元年（1804年）大坂仏照寺に先祖成瀬一斎の墓碑を建立する際、林述斎に撰文、兆新に揮毫を依頼した。
秦星池
書家。長崎奉行土屋氏の前で米庵に中国人の書を学ぶよう勧められ、兆新に師事したという。星池の号を受け継ぎ、兆新書崔瑗『座右銘』を刊行した。
中村嘉右衛門
唐人屋敷出入りの薬種商。仕事関係でしばしば家を訪問された。文化元年（1804年）森狙仙筆猿図に詩題を依頼した。
古賀穀堂
『穀堂遺稿抄』巻一に「寄清医胡兆新」と題した漢詩がある。
伊沢蘭軒も兆新と交流したとする資料があるが、長崎に来たのは文化3年（1806年）であり、誤伝である。

## 能力・評価
民間医としては基礎理論を重視する一方、文献・考証学よりも臨床に長じた。9月24日文庵に脈診について質問され、「按脈・弁脈は全く心領心会に在り、言語形容すべからざるなり。」と答える一方、道栄に『黴瘡秘録』の陽城罐、『明史』の縊死、『十便良方』の傷風吹霎について聞かれて答えに窮し、「書物の無意味な部分に拘ってはならない。」とたしなめた。29日南畝は山道高彦宛書簡で「唐人、大敗軍にて候。」と喜んでいる。
本草学にも通じ、文庵が所蔵する香樵子の絵画を羊躑躅ではないかとして見せられ、海棠花と鑑定した。「食肉之論」「針之論」の著述があったことも知られる。
文化6年（1809年）頃武蔵国野火止で「清胡兆新製精神湯」と銘打った薬が販売されており、兆新の名が関東の農村部にまで聞こえていたことがわかる。
書道について、米庵は「伊孚九などより書風下候へども、江（江稼圃）・徐（徐荷舟）に比すれば一著高く相覚候。」「書は殊の外美事なり。紛々商賈の輩にあらず。」と評価する。皆川淇園は「胡の書悪からずと雖も、必しも子（米庵）に勝らず。」とし、兆新が筆を持つ時に後ろ薬指と小指を用いないよう説いたことについて「何ぞその古に悖るの甚しき。」「今西土凡百の事、概ね古法を失せり。」と批判する。

## 漢詩
| 原文           | 書き下し文                           | 口語訳                                 |
| -------------- | ------------------------------------ | -------------------------------------- |
| 我学空門並学仙 | 我 空門を学び 並びに仙を学ぶ         | 私は仏教を学び、また仙道を学んだ。     |
| 朝看紅日暮蒼煙 | 朝に紅日を看 暮に蒼煙                | 朝には赤い太陽を、暮には青い靄を見た。 |
| 蓬莱一別方平老 | 蓬莱 一たび 方来の老いたるに別るるも | 蓬萊国で年老いた王方平と別れたが、     |
| 不及王喬正少年 | 王喬の正に少年なるに及ばず           | 王喬はまだ若年にもなっていなかった。   |

大田南畝は「仙道」を科挙の比喩と見て、「詩意を味ふに不満の気甚し。想ふに落第の書生、医に逃れたるなるべし。」と評している。
| 原文       | 書き下し文                    | 口語訳                                 |
| ---------- | ----------------------------- | -------------------------------------- |
| 人説洋中好 | 人は説く 洋中は好し           | 人々が日本はよい所だというので、       |
| 我亦試軽游 | 我も亦た 軽游を試む           | 私もちょっと渡航してみることにした。   |
| 掛帆初意穏 | 帆を掛く 初意穏かなり         | 帆を揚げた時、初め心は穏やかだったが、 |
| 風急繁心憂 | 風急にして 心憂繁し           | 風が強くなると、不安が募った。         |
| 漸漸離山遠 | 漸漸として 山を離るること遠く | だんだんと山から遠ざかり、             |
| 滔々逐浪流 | 滔々として 浪を逐いて流る     | どうどうと波に従って進む。             |
| 不堪回憶想 | 回憶の想いに堪えず            | たまらず思い出が湧き出てきて、         |
| 郷思満腔愁 | 郷思 満腔愁う                 | 郷愁が胸一杯に満ちる。                 |

軽はずみな気持ちで来日したことを後悔する心境が表れている。
| 原文       | 書き下し文                | 口語訳                                           |
| ---------- | ------------------------- | ------------------------------------------------ |
| 一雨生涼思 | 一雨 涼思を生じ           | 雨が降って涼しく感じられ、                       |
| 羇人感歳華 | 羇人 歳華に感ず           | 異郷にいる私は季節の移り変わりを感じる。         |
| 蝉声初到樹 | 蝉声 初めて樹に到り       | 初めて樹から蝉の声がして、                       |
| 客夢不離家 | 客夢 家を離れず           | 異郷で見る夢は故郷のことばかり。                 |
| 海北人情異 | 海北 人情異り             | 日本は社会事情が異なり、                         |
| 江南去路賒 | 江南 去路賒（はる）かなり | 江南省への距離は遥かに遠い。                     |
| 故園児女在 | 故園 児女在り             | 故郷に息子と娘がいるが、                         |
| 夜々卜灯花 | 夜々 灯花を卜せん         | 毎晩灯火の芯を折って私の帰国を占っているだろう。 |

結句は「私は毎晩子供が夢に現れるよう祈っている。」とも解される。

## 登場する作品
石川淳『喜寿童女』
奥医師千賀一栄が長崎で清人に伝授された「清医胡兆新伝来の秘法」で77歳の芸妓花を11歳の童女に変身させ、徳川家斉に献上する。